# 4Q48
4Q48 (auch 4QJoshb) ist die Bezeichnung für eine Handschrift des Buches Josua aus Höhle 4 in der Umgebung von Qumran.
Die Handschrift besteht aus vermutlich sechs Fragmenten, auf denen Teile von Jos 2,11–12 (frg. 1), 3,15–4,3 (frg. 2-3) und 17,1–5.11–15 (frg. 4–5) erhalten sind. Fragment Nr. 6 ist schwer entzifferbar und gehört möglicherweise auch nicht zur selben Handschrift. Paläographisch gilt die Handschrift als „spätherodianisch“, lässt sich also etwa in die zweite Hälfte des ersten Jahrhunderts v. Chr. datieren. An textlichen Varianten gibt es sowohl Übereinstimmungen mit dem Masoretischen Text gegen die Septuaginta als auch umgekehrt. Daneben existieren auch eigene Lesungen, die sonst nicht bezeugt sind. Aufgrund des fragmentarischen Zustandes der Handschrift ist eine genauere Klassifizierung kaum möglich.